# Oxalis petraea
Oxalis petraea är en harsyreväxtart som beskrevs av Salter. Oxalis petraea ingår i släktet oxalisar, och familjen harsyreväxter. Inga underarter finns listade i Catalogue of Life.